# Milan Katičić
Milan Katičić (Vrbanja, 1863. – Zagreb, 1944.), bio je hrvatski pravnik, političar i kulturni djelatnik. Otac je akademika Natka Katičića i djed jezikoslovca Radoslava Katičića.

## Životopis
Višu realnu gimnaziju završio je u Vinkovcima. Studirao je i diplomirao pravne znanosti na Pravoslovnoj akademiji u Zagrebu.
Zbog njegove uključenosti u hrvatski studentski pokret, neskolon Khuenovoj vlasti, odlazi u Bosnu, u Bihać, gdje otvara odvjetnički ured.
Sudjelovao je i u javnom životu, te je bio i zastupnik u Bosanskom saboru. Jedan je od osnivača HKD Napretka. Bio je predsjednik bihaćkog okružnog odbora u Hrvatskoj narodnoj zajednici.
Oko 1940. preselio se u Zagreb, k sinu Natku. Umro je 1944. i pokopan je na Mirogoju, u obiteljskom grobu, uz suprugu Isabellu (rođ. Stenzel; 1867. - 1945.).  